# Giuseppe Bartolozzi
Pour les articles homonymes, voir Bartolozzi.
Giuseppe Bartolozzi (Grammichele, 23 octobre 1905 – Palerme, 30 juin 1982) est un mathématicien italien.

## Biographie
Il obtient son diplôme auprès de Michele de Franchis en 1930, avec une thèse intitulée « Sopra una corrispondenza asintotica fra superficie affini equidistanti » et devient son assistant les années suivantes. Il abandonne l'enseignement universitaire et s'oriente vers l'enseignement secondaire. Avec De Franchis et d'autres, il écrit des textes sur les mathématiques et la géométrie pour les collèges et lycées qui sont très populaires.
L'Union mathématique italienne (UMI) organise un prix biennal les années impaires qui porte son nom, le Prix Bartolozzi. Le prix est destiné aux jeunes passionnés de mathématiques italiens de moins de 33 ans.

## Publications
- Trigonometria piana (avec Michele De Franchis), Tip. S. Lattes & C., Roma, 1937.
- Aritmetica pratica (avec Michele De Franchis), Tip. S. Lattes & C., Roma, 1937.
- Nozioni di geometria intuitiva (avec Michele De Franchis), Tip. Ciuni & Trimarchi, Palermo, 1940.
- Lezioni di aritmetica e algebra (avec Michele De Franchis), Tip. C. Accame, Torino, 1941.
- Lezioni di trigonometria piana (avec Michele De Franchis), Tip. S. Lattes & C., Roma, 1946.
- Aritmetica e nozioni di algebra (avec Michele De Franchis), Tip. Albrighi, Segati & C., Roma, 1947.